# Lundenes
Lundenes est une localité du comté de Troms, en Norvège.

## Géographie
Administrativement, Lundenes fait partie de la kommune de Harstad.